# Dinoszauruszok ábrázolása a kultúrában

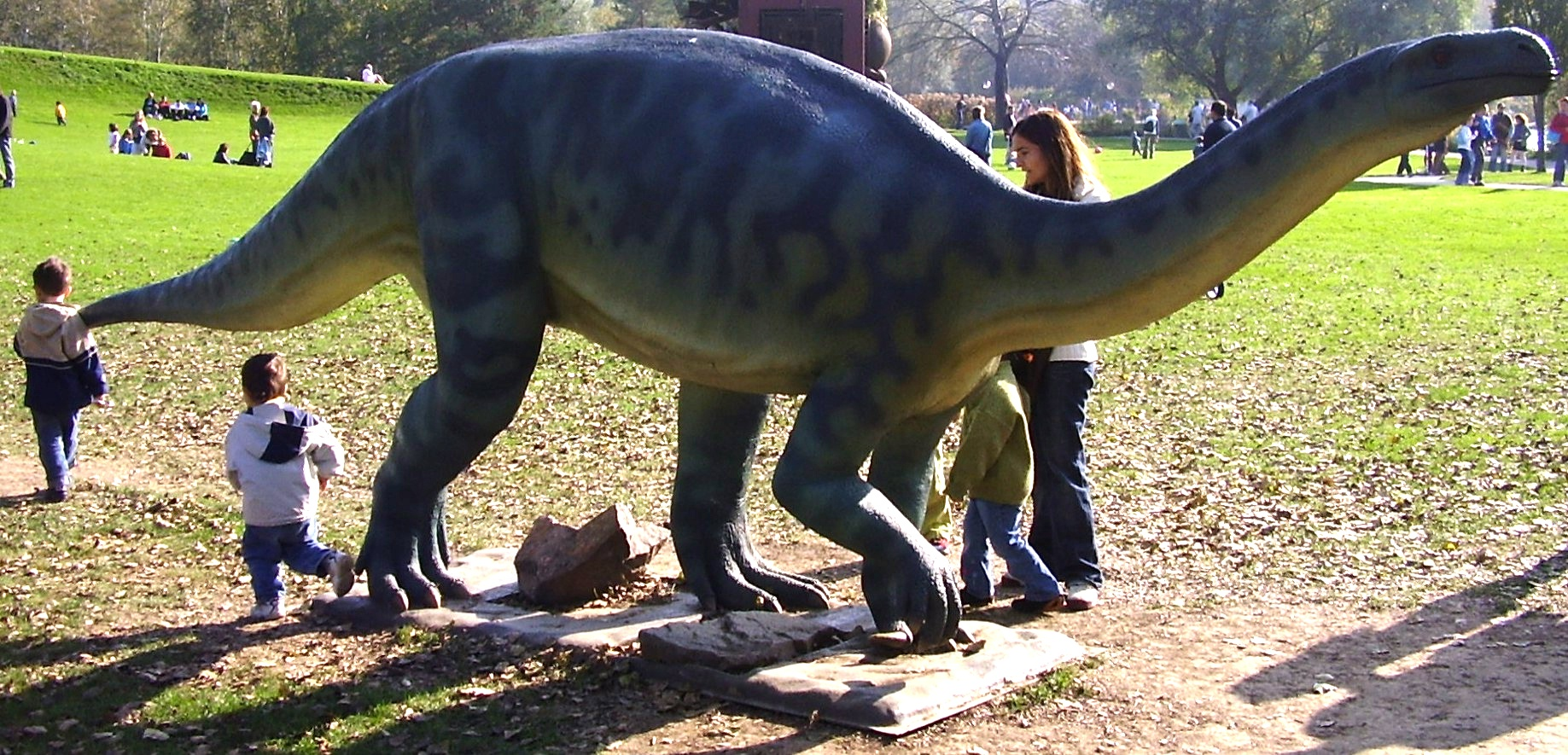
A Plateosaurus rekonstrukciója és számos látogató a svájci Bázel közelében található Grün 80 parkban

A dinoszaurusz szó 1842-es megalkotása óta a dinoszauruszokkal kapcsolatban számos különböző ábrázolás látott napvilágot. A filmek, könyvek, tévéműsorok, műalkotások és más ábrázolási módok egyaránt szolgáltak oktatási célra és szórakoztatásra. A dinoszauruszok láthatók fantasztikus szörnyekként az 1950-es és 1960-as évek játékfilmjeiben és realisztikus formában, például az 1990-es és 2000-es évek televíziós dokumentumfilmjeiben. A dinoszauruszok iránti érdeklődés, ami a gyermekek körében intenzívebb, számos tényezőből adódik, melyek között szerepel az is, hogy szörnyeknek tekinthetők, amik mára kihaltak ugyan, de még ma is hatnak az emberek képzeletére.
A dinoszauruszok kulturális ábrázolásai fontos szerepet töltenek be a tudományos felfedezések nagyközönséggel való megismertetésében. Az irántuk való érdeklődés növekedett a „dinoszaurusz reneszánsz” kezdete óta, melyben része volt azoknak a művészi ábrázolásoknak, amelyek a vezető kutatók útmutatásai alapján készültek, és az új felfedezések fényében elevenebbnek vagy éppen tollasnak mutatják be ezeket az állatokat. Egyes ábrázolások azonban félreértésekhez vezettek vagy tévhiteket erősítettek meg a dinoszauruszokkal kapcsolatban, olyan „prehisztorikus világokat” bemutatva, melyekben a dinoszauruszok más kihalt állatokkal (például a perm időszakban élt kezdetleges hüllővel, a Dimetrodonnal, a mamuttal vagy épp az ősemberrel) élnek együtt, egymással állandó harcban állva. További félreértésekhez vezettek az időközben elavult tudományos álláspontok alapján készült ábrázolások, valamint a dinoszaurusz szó (főként az angol nyelvterületen elterjedt) pejoratív használata, miáltal tévesen lassú és ostoba állatoknak tekintik őket, illetve ami alapján a dinoszauruszokhoz tévesen, a rossz alkalmazkodás és az idejétmúltság fogalma kötődik.

## Az ábrázolások története

### A 20. század kezdete előtt: korai ábrázolások

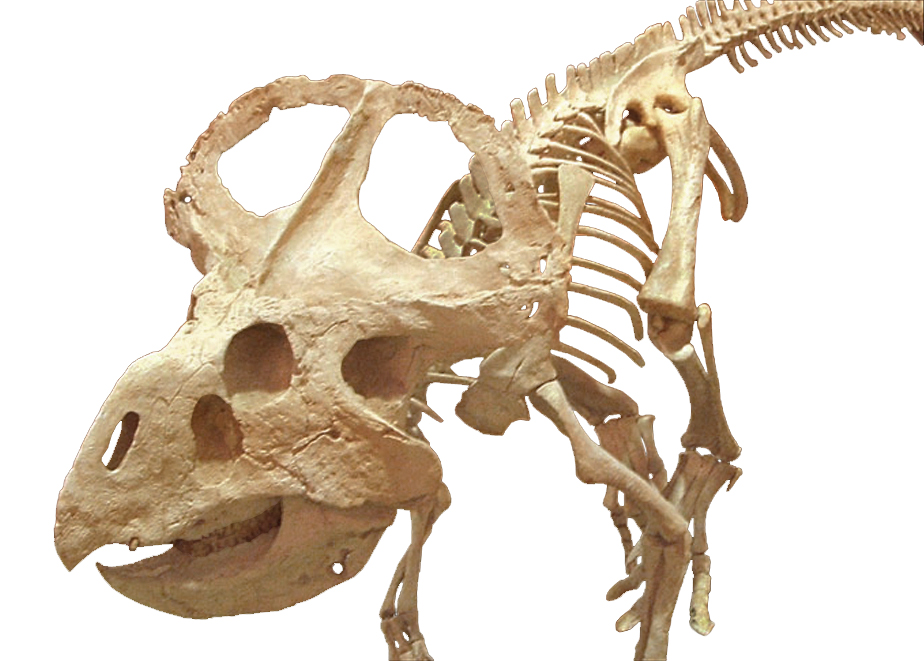
A Protoceratops csontváza a Wyoming Dinosaur Centerben… vagy talán egy szkíta griffmadáré?

A dinoszauruszok megértésére irányuló első kísérletek több ezer évvel a hivatalos elnevezésük előtt történtek. Fosszíliáik régóta ismertek voltak és a mítoszok részévé váltak. Például a mitológiai griffmadár alakja feltehetően a Góbi-sivatagból előkerült dinoszaurusz csontvázak alapján született. Adrienne Mayor, klasszikus folklorista szerint a griff a mai Ukrajna területétől Közép-Ázsiáig terjedő szkíta sztyeppék lakója volt. Mayor szerint ez a mítosz talán visszavezethető a nyakfodros Protoceratopshoz, melynek maradványai gyakran kerülnek elő a Góbi-sivatagból. Ez a dinoszaurusz számos griffszerű tulajdonsággal bír; a mérete hasonló, éles csőre, négy lába, karmai és nagy szemei (vagy legalábbis nagy szemgödrei) vannak, valamint nyakfodra, nagy nyílásokkal, ami emlékeztet a griffre jellemző fülekre, illetve szárnyakra. Emellett fehér csontjai könnyen vöröses színűnek tűnhetnek a Góbi-sivatag sziklái között.

A Megalosaurus a londoni Crystal Palace parkjában

A dinoszauruszok utáni komoly kutatások Angliában kezdődtek meg, az 1820-as években. 1842-ben Richard Owen megalkotta a dinoszaurusz szót, az általa elefántszerű hüllőnek képzelt lényekre vonatkozóan. Az ambiciózus tudós a dinoszauruszok és más kihalt állatok fosszíliái segítségével bizonyította nézeteit, és a munkája nyomán alkották meg a londoni Crystal Palace dinoszaurusz szobrait, az első nagy méretű dinoszaurusz rekonstrukciókat, melyeket 1854-ben mutattak be a nyilvánosság számára. A szobrok még napjainkban is láthatók, megörökítve a dinoszauruszokról alkotott korai elképzelést. A siker hatására Owen munkatársa, Benjamin Waterhouse Hawkins árulni kezdte a szobrok modelljeit, és azt tervezte, hogy egy második kiállítást hoz létre az 1860-as évek végén, a manhattani Central Park Paleozoic Museumában, de erre a helyi politikus, William Marcy Tweed miatt nem kerülhetett sor. Ekkortájt tűntek fel a dinoszauruszok először a népszerű irodalomban, Charles Dickens futólag megemlített egy Owen-féle Megalosaurust az Örökösök című, 1852 és 1853 között megjelent művének első fejezetében. Azonban a dinoszaurusz ábrázolások a 19. században még ritkák voltak, feltehetően a velük kapcsolatos ismeretek hiánya miatt. Bár az 1800-as évek végén, az Edward Drinker Cope és Othniel Charles Marsh között lezajlott „Csontháború” nagy nyilvánosságot kapott, ennek ellenére a dinoszauruszok még nem váltak a kultúra szerves részévé. Marsh, aki a csontváz rekonstrukciók úttörője volt, nem támogatta a felállított csontvázak közszemlére tételét, és kigúnyolta a Crystal Palace szobrait.

### 1900-tól az 1930-as évekig: új média

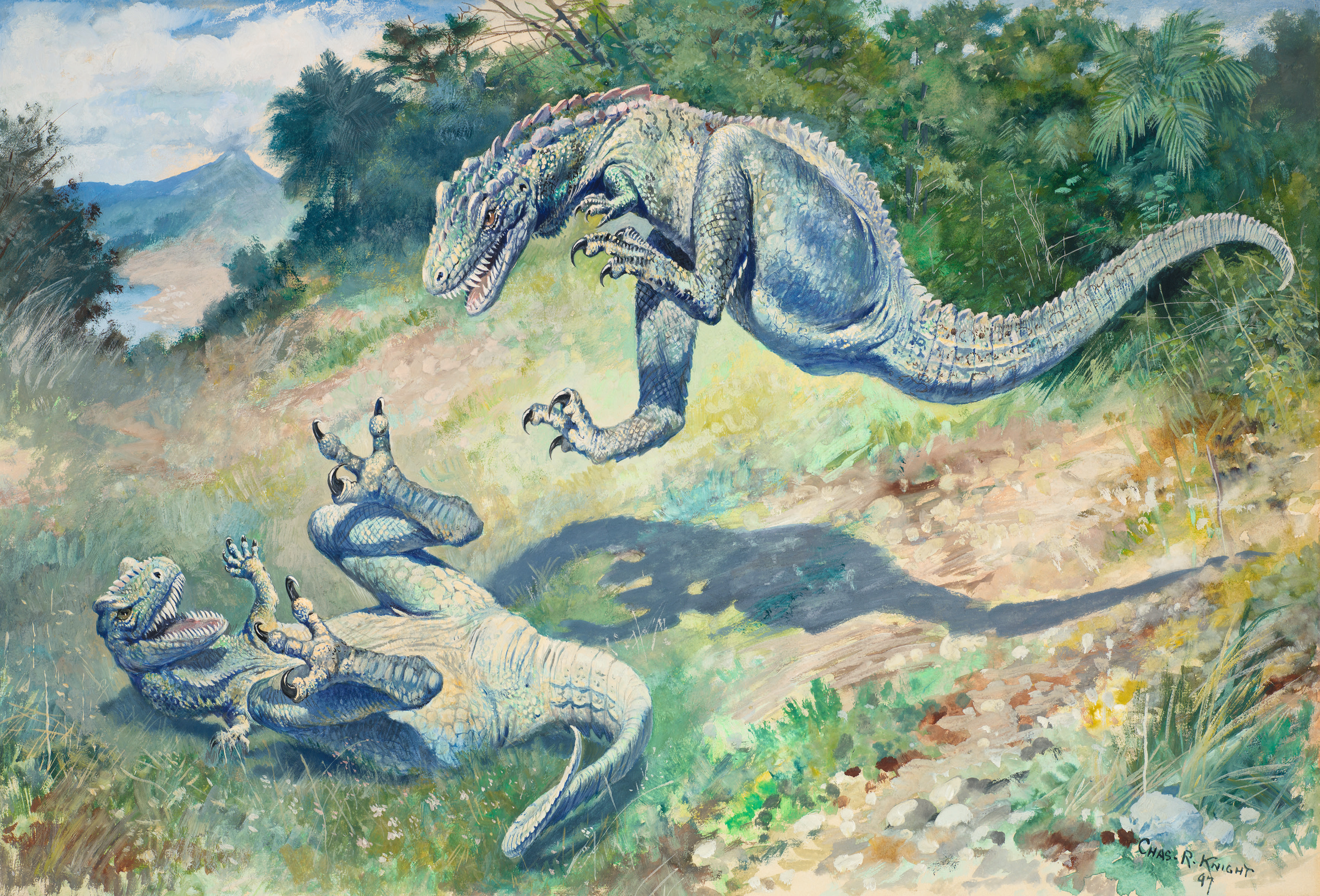
Charles R. Knight 1897-ben készült festménye a két harcoló „Laelapsról” (mai nevén Dryptosaurus)

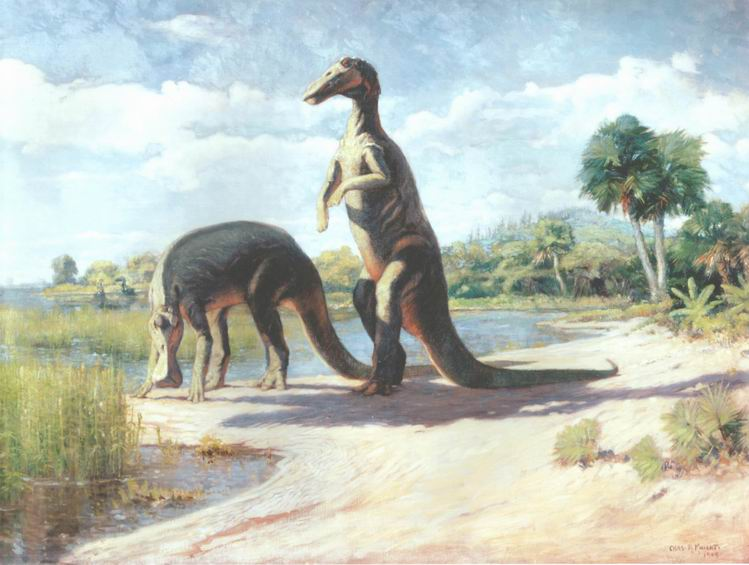
Knight 1909-ben, az Amerikai Természetrajzi Múzeum (American Museum of Natural History) csontvázai alapján, két hadrosauridáról (mai nevén Anatotitan) készített képe

Ahogy a kutatások rengeteg új anyagot tártak fel Észak-Amerika nyugati részén, és egyre gyakrabban jelentek meg róluk képek, a dinoszauruszok népszerűvé váltak. Charles R. Knight festményei voltak az elsők, melyek hatásosan szemléltették ezeket a leleteket. Knight sok művet készített az Amerikai Természetrajzi Múzeum (American Museum of Natural History) számára, munkáját pedig Henry Fairfield Osborn irányította, aki a dinoszauruszokat és más történelem előtti állatokat a múzeuma és az evolúcióval kapcsolatos nézetei népszerűsítésére kívánta felhasználni. Knight munkái, melyek az Amerikai Egyesült Államokban sokfelé megtalálhatók, hozzájárultak a dinoszauruszokról alkotott hagyományos nézetek népszerűsítéséhez, és az őslénytani művészek több generációjára is hatást gyakoroltak. Érdekességképpen az egyik korai művén, melyen harcoló „Laelapsok” (mai nevükön Dryptosaurusok) láthatók, a dinoszauruszok sokkal élénkebbnek tűnnek, mint sok későbbi, 20. századi műalkotáson. Ekkortájt az öntvénykészítés fejlődése által az is lehetővé vált, hogy a dinoszaurusz csontvázakról reprodukciókat készítsenek, melyeket távoli országokba szállíthattak, hogy a helyi múzeumokban tartott kiállításokon nagyobb közönséggel ismertethessék meg ezeket a felfedezéseket; az első ilyen módon bemutatott dinoszaurusz a Diplodocus volt.

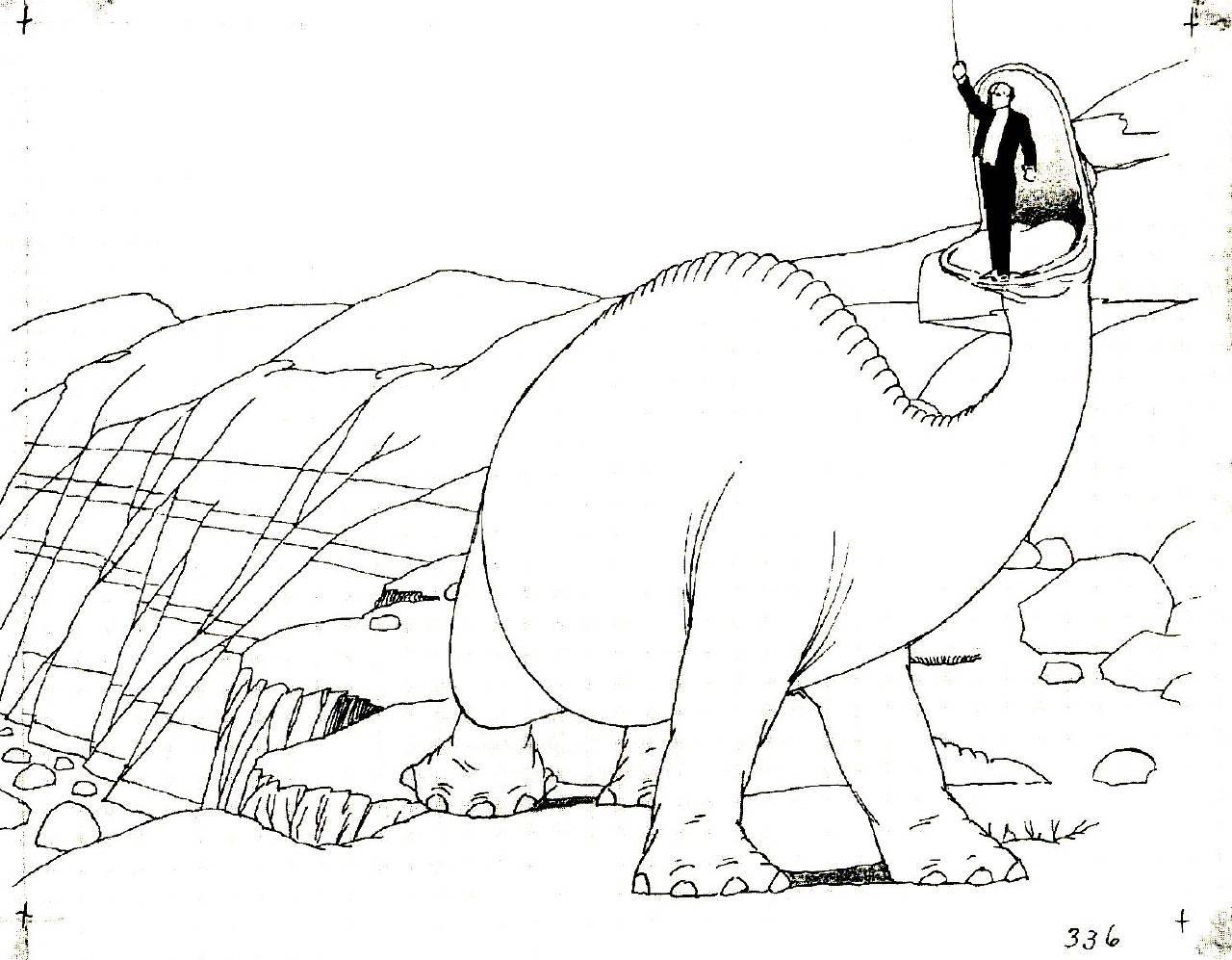
Winsor McCay animált Diplodocusa az 1912-ben készült Gertie a Dinoszaurusz című filmben

A dinoszauruszok, nem sokkal a filmszínházak megjelenését követően a filmvásznon is feltűntek. Az első egy jó természetű karakter volt, mely a Gertie, a dinoszaurusz (Gertie the Dinosaur) című animációs filmben volt látható, 1912-ben. A filmkészítők azonban hamarosan felismerték a hatalmas, rémisztő szörnyekben rejlő lehetőségeket, így a szerethető dinoszauruszok rövid időn belül eltűntek. D. W. Griffith 1914-es Nyers erőszak (Brute Force) című filmjében a barlangi embereket fenyegető Ceratosaurus az első példa az ijesztő, filmes dinoszaurusz ábrázolásokra. A film megörökíti azt az elképzelést, ami szerint az első emberek együtt éltek ezekkel a lényekkel, emellett pedig megalkotta azt a klisét, ami vérszomjas, minden mozgó dologra rátámadó állatokként ábrázolja őket.
A manapság jól ismert ötlet, a Föld elszigetelt tájain élő dinoszauruszokról, szintén ebből az időszakból származik. Elsőként Sir Arthur Conan Doyle 1912-es Az elveszett világ (The Lost World) című regényében és Edgar Rice Burroughs műveiben bukkant fel. Az elveszett világ filmváltozata 1925-ben készült el, és a készítői amellett, hogy magasabb szintre emelték a speciális effektek színvonalát, tudományos pontosságra is törekedtek. Szokatlan, különösen napjainkban, hogy a dinoszauruszokat nem pusztán egy életen át harcoló szörnyekként ábrázolták. Az 1933-as King Kong című filmben, amely az elveszett világ és a szörnyek közti harc ötletét vegyíti egymással, Willis O'Brien a stop-motion technikát vezette be a dinoszauruszok megjelenítésére. Pártfogoltja, Ray Harryhausen finomította a módszert, de a modern CGI megjelenése előtt a legtöbb későbbi dinoszaurusz filmben a drága módszereket olcsóbb trükkökkel próbálták helyettesíteni, például embereket öltöztettek dinoszaurusz ruhákba, vagy ma élő, elváltoztatott külsejű hüllőket nagyítottak fel. A dinoszaurusz ábrázolások az 1930-as években egyre változatosabbak lettek, és meghódították az újságok képregény rovatait (példa erre az Alley Oop sorozat), valamint a reklámipart (lásd a Sinclair Oil reklámját).

### Az 1930-as évektől az 1970-es évekig: a haldokló dinoszauruszoktól a reneszánszig
A Nagy gazdasági világválság és a második világháború miatt egy évtizeden át szünetelt a dinoszauruszkutatás. A tudósok úgy gondolták, hogy a dinoszauruszok egymáshoz nem kötődő állatcsoportok voltak, melyeknek nem maradtak fenn leszármazottaik, és ostoba, lassú, mocsarakban veszteglő lényeknek képzelték őket, amiket végül elért a kihalás. A tudományos dinoszaurusz műalkotások, főként Rudolph F. Zallinger és Zdeněk Burian festményei is azt az elgondolást tükrözték és erősítették meg, ami szerint ezek az állatok lassúak és statikusak voltak (például Zallinger mezozoikumi látképein gyakran előforduló elem a vulkán), azaz távol álltak a „dinoszaurusz” szó definíciójának megváltozását eredményező elképzelésektől.
Az időszak dinoszaurusz filmjei a szörnyektől való félelemre alapoztak, ami a hidegháború kezdetével kiegészült az atomfegyverek okozta fenyegetéssel. Így aztán a Pánik New Yorkban (The Beast from 20,000 Fathoms, 1953) és a Godzilla (1954; 1956 – amerikai megjelenés) olyan dinoszauruszszerű őskori lényeket mutat be, melyek egy atombomba teszt után szabadulnak el. A Disney stúdió 1940-es Tavaszi áldozat (The Rite of Spring) című animált fantáziafilmjében olyan megközelítés volt látható, ami tudományos szempontból pontosabb (habár megtalálható benne az a gyakori hiba, hogy több különböző időszakban élt ősállat együtt szerepel).
Az 1960-as években a dinoszauruszok megjelentek a televíziók képernyőjén is a Frédi és Béni, avagy a két kőkorszaki szaki (The Flintstones) című rajzfilmsorozat révén, ami szintén együtt ábrázolta az ősembereket és a megjelenésük idejére rég kihalt őslényeket (bár ezúttal már inkább csak komikus elemként szerepeltették őket). A dinoszauruszok ebben az időszakban feltűntek a képregényfüzetek lapjain is, például a Tor és a Turok című sorozatokban, ahol az ősemberek harcoltak ezekkel az állatokkal. Azok számára, akik több tudományos ismeretre kívántak szert tenni, megjelentek az első nem szakmai jellegű dinoszaurusz könyvek, melyek sorában Edwin Harris Colbert (Ned Colbert) The Dinosaur Book (A dinoszaurusz könyv) című (1945-ben kiadott) műve volt az első. Ezáltal Colbert hosszú évekre fontos alakká vált a leendő őslénykutatók és a téma iránt érdeklődők több generációja számára.
Az 1960-as években John Ostrom őslénykutató egy új, általa Deinonychusnak elnevezett theropoda maradványait vizsgálta. Eredményei, melyeket tanítványa, Robert T. Bakker kiegészített, közrejátszottak a „dinoszaurusz reneszánsz” elindulásában. Ezt a kifejezést Bakker ültette el a köztudatban 1975 áprilisában, amikor ezzel a címmel egy cikket jelentetett meg a Scientific American című folyóiratban, amely forradalmasította a dinoszauruszkutatást. A folyamat egyik legfontosabb állomása a madarak eredetének újraértékelése volt, ami kimutatta, hogy közeli rokonságban állnak a coelurosaurus dinoszauruszokkal. A dinoszauruszok fiziológiájának átértékelése során megállapították, hogy ezek az állatok nem lomha hidegvérűek voltak, mint ahogy hosszú ideig gondolták, továbbá felismerték, hogy természetes csoportot alkottak. Nem sokkal ezután új bizonyítékok kerültek elő a dinoszauruszok szociális viselkedését illetően, egy fészket tartalmazó fosszília által kiderült ugyanis, hogy a Maiasaura gondozta az utódait. Ezek a felfedezések megjelentek az őslénytani művészek új generációjának munkáiban is; melyek első mérföldköve Sarah Landry tollas dinoszaurusza volt, ami Bakker 1975-ös Dinoszaurusz reneszánsz című cikkében jelent meg, a Scientific Americanben.

### Az 1980-as évektől napjainkig: a dinoszauruszok felülvizsgálata

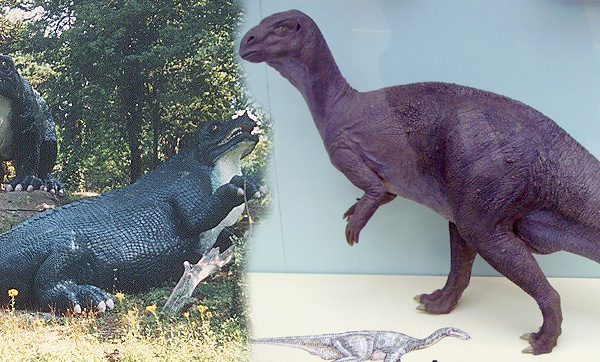
Az Iguanodon elavult és új rekonstrukciója

A dinoszauruszok átértékelése ösztönözte a közvéleményt, és gyors reagálásra késztette az őslénytani művészek új generációját. Válaszként olyan művészek kezdték illusztrálni az új felfedezéseket, mint Mark Hallett, Doug Henderson, John Gurche, Gregory S. Paul, Bill Stout és Bob Walters. Az 1980-as évek második felében és az 1990-es években a média más területei jelezték a növekvő népszerűség hatását a különböző korú és érdeklődésű emberekre vonatkozóan. 1990-ben a Smithsonian Institution részeként Washingtonban működő Nemzeti Természetrajzi Múzeum (National Museum of Natural History) kiállítást rendezett Jim Gary dinoszaurusz szobraiból, ami több érdeklődőt vonzott, mint bármelyik korábbi kiállításuk. Jim Gary dinoszauruszai az 1960-as években kezdtek népszerűvé válni a könyvek és enciklopédiák, majd a későbbi videók révén, 1975-ben pedig megjelentek a National Geographic gyerekeknek szóló kiadványaiban is. Az iskoláskorúaknál fiatalabbak számára 1992-ben kezdődött a Barney & Friends című oktatóműsor, amit a számos folytatást megért 1988-as Őslények országa (The Land Before Time) című animációs film vezetett be. A Dinosaurs című helyzetkomédia embereket és más tévéműsorokat parodizált. Michael Crichton 1990-es regénye, a Jurassic Park népszerűsége egy sor film és más kiadvány megjelenéséhez vezetett. Az első ezek közül a Jurassic Park filmváltozata volt (1993-ban), mely sikeresen ötvözte a fejlett számítógépes képalkotást (CGI) és a dinoszauruszokkal kapcsolatos új tudományos ismereteket. A számítógépes látványeffektek árának csökkenése a későbbiekben lehetővé tette egyre több dokumentumfilm elkészítését is; ezek közé tartozik a BBC 1999-ben készült díjnyertes sorozata a Dinoszauruszok, a Föld urai (Walking with Dinosaurs) és a 2001-es Discovery Channel által készített Dinoszauruszok, az ősvilág urai (When Dinosaurs Roamed America).

## A dinoszauruszok hétköznapi értelmezése

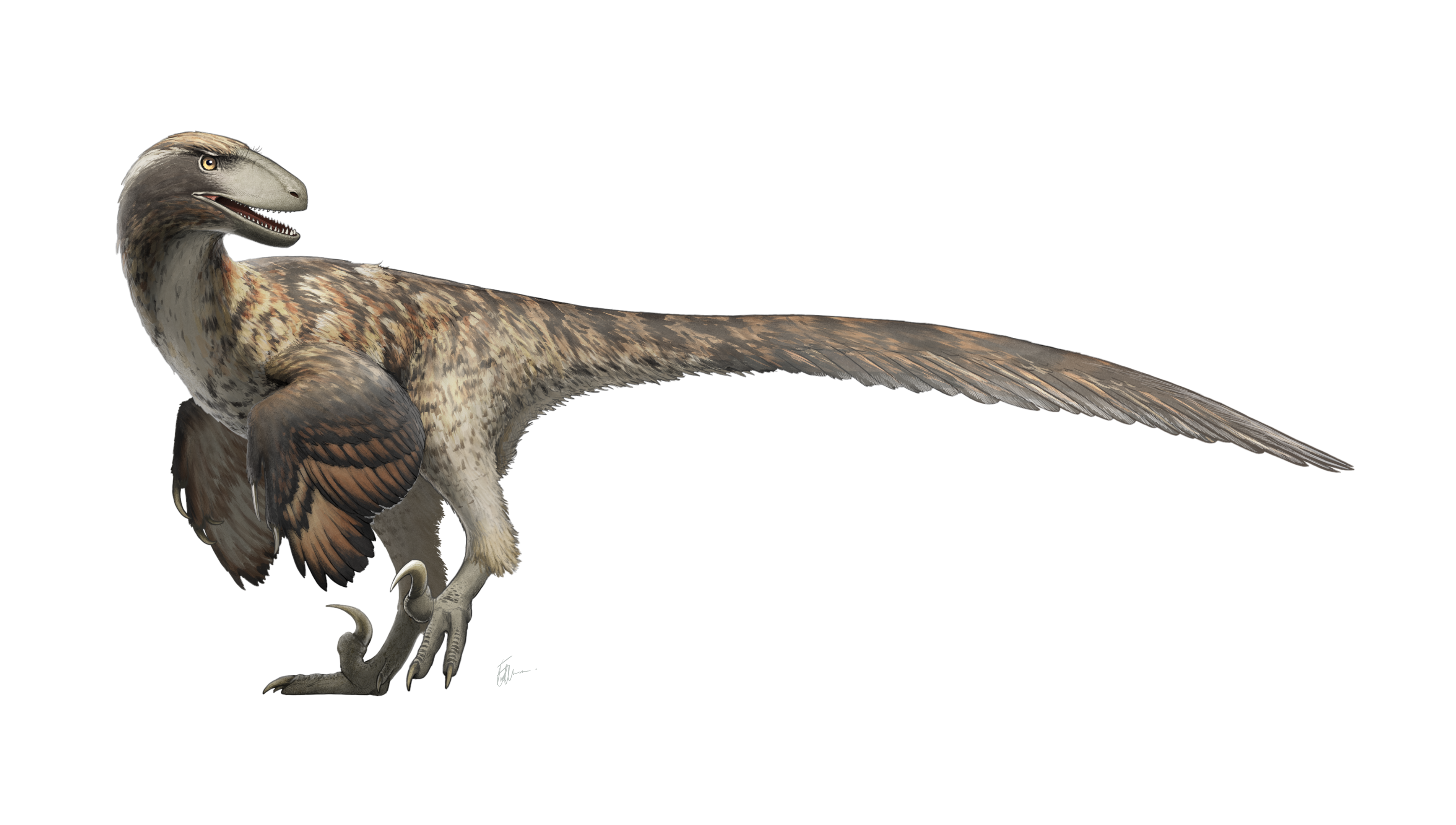
A Deinonychus antirrhopus tollas rekonstrukciója

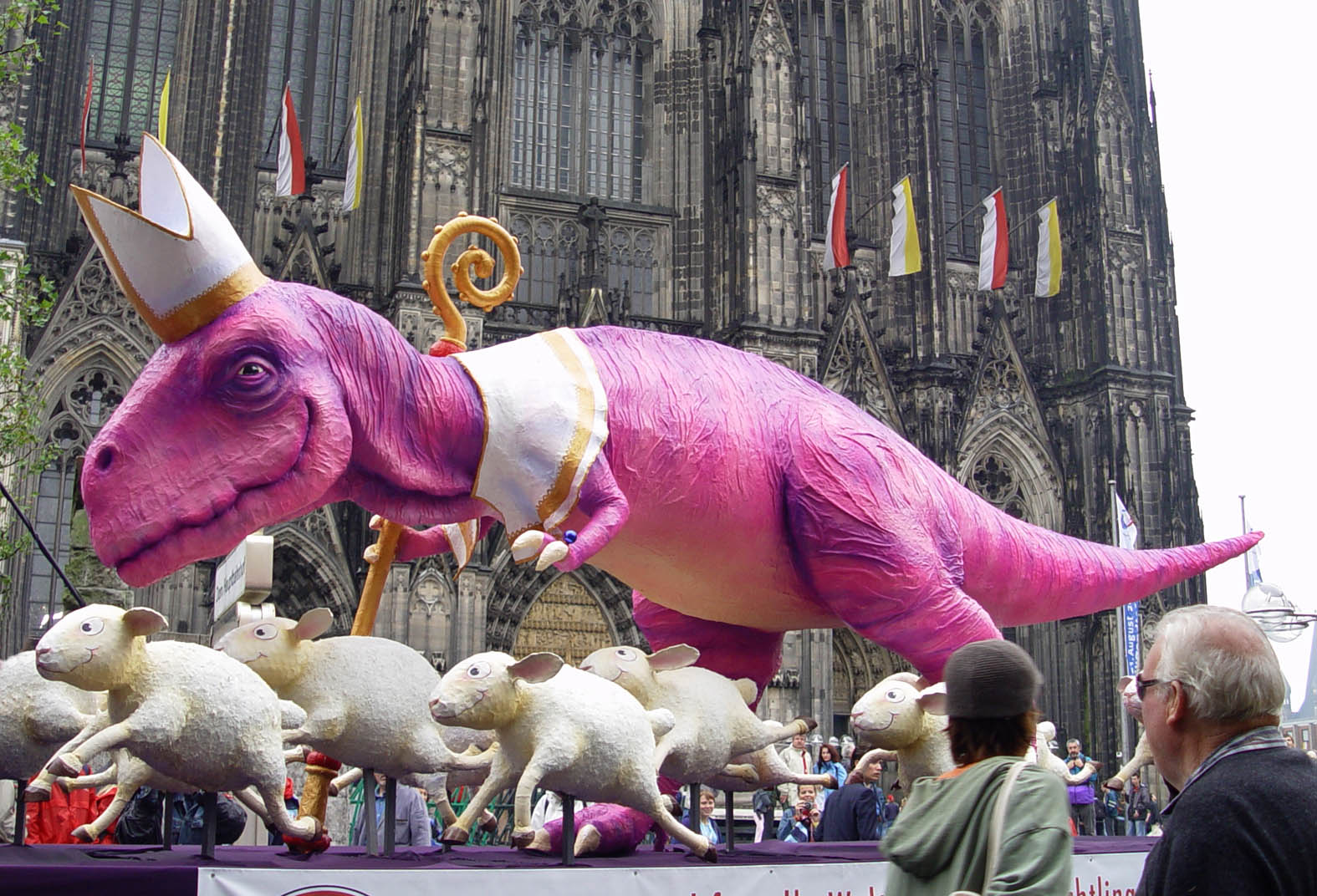
Egy dinoszauruszt és néhány bárányt ábrázoló (10 méter hosszú és 4 méter magas) szobor, amely a keresztény egyházzal, illetve a pápával szembeni kritikát fejezi ki

A dinoszauruszokkal kapcsolatos népszerű elképzelések között számos félreértés található, melyekhez a filmek, könyvek, képregények, tévéműsorok és más kiadványok szolgáltak alapul. A jellemző hibák közé tartoznak: az ősemberek egy időben éltek a dinoszauruszokkal; a dinoszauruszok szinte csak harcolni képesek; a prehisztorikus világokban a különböző korokban élt ősállatok együtt maradtak fenn; minden dinoszaurusz nagy méretű, buta és lassú; minden őshüllő (például a Dimetrodon, az ichthyosaurusok, a mosasaurusok, a pterosaurusok és a plesiosaurusok) dinoszauruszok; a dinoszauruszok gonoszak. A dinoszaurusz leletekkel és kutatással kapcsolatos sajtóbeszámolók gyakran pontatlanok és szenzációhajhászak, emellett a dinoszauruszokat népszerűsítő könyvek is rendszerint le vannak maradva a tudományos eredményektől. A dinoszaurusz játékok és modellek gyakran pontatlanok, és előfordul, hogy válogatás nélkül más ősállatokkal vannak egybe csomagolva vagy fiktív tartozékokkal látják el őket (például a növényevőket nagy, éles fogakkal). Elterjedt a dinoszaurusz szó pejoratív használata, ami elavult, divatjamúlt vagy hanyatló dologra utal. Például a punk mozgalom tagjai a progresszív rock zenekarokat illetik ezzel a jelzővel, „dinoszaurusz bandáknak” nevezve őket.
Azonban a dinoszauruszokat népszerűsítők között vannak olyanok is, akik törekednek a pontos és friss információk bemutatására. Közéjük tartozik például Michael Crichton és Bill Watterson (a Kázmér és Huba című képsor alkotója). Az őslénytani művészek és illusztrátorok nagyrészt nyomon követik a kutatásokat. A dinoszauruszokkal kapcsolatos népszerű elképzelések és ábrázolások a szakmai jellegű műveknél több fantáziát és elméletet tartalmazhatnak, emellett pedig fontosak a fiatalok képzeletének serkentésére és az érdeklődésük fenntartására, némelyiküket pedig bevezetik az őslénykutatók közé.

### Felhasználás
A dinoszauruszokat sokszor vad szörnyekként használják fel a populáris kultúrában. Sok különböző dinoszaurusznem gyakran tűnik fel a mai Föld „elveszett világainak” lakójaként, az időutazásos vagy az ősidőkről szóló történetekben (gyakran ősemberekkel együtt), gyermekoktatásra szánt művekben, vagy épp a mai világban játszódó történetekben, melyekben ezek az állatok ámokfutást rendeznek.

### Vonzerő
Donald F. Glut kutató, szerző és a téma rajongója szerint a dinoszauruszok vonzereje több tényezőből tevődik össze. A dinoszauruszok „szörnyek” voltak, és annak ellenére hogy kihaltak, megborzongatják az embereket. Megragadják a képzeletet, és számos lehetőség van az intellektuális megközelítésükre. A gyermekek rajzokat készítenek róluk a felnőtteknek pedig lehetőséget adnak a gyerekkori örömeikkel kapcsolatos nosztalgiázásra.

## Fordítás
Ez a szócikk részben vagy egészben  a   Cultural depictions of dinosaurs című angol Wikipédia-szócikk ezen változatának fordításán alapul.  Az eredeti cikk szerkesztőit annak laptörténete sorolja fel. Ez a jelzés csupán a megfogalmazás eredetét és a szerzői jogokat jelzi, nem szolgál a cikkben szereplő információk forrásmegjelöléseként.